# Aphis mastichinae
Aphis mastichinae är en insektsart som beskrevs av Pérez Hidalgo och Nieto Nafría 2004. Aphis mastichinae ingår i släktet Aphis och familjen långrörsbladlöss. Inga underarter finns listade i Catalogue of Life.